# Phaethornis griseogularis
Phaethornis griseogularis là một loài chim trong họ Trochilidae.